# Санок (хоккейный клуб)
ХК СТС Санок (пол. Texom STS Sanok) — польский хоккейный клуб из города Санок. Домашней ареной клуба является «Арена Санок».

## История клуба
Клуб был образован в 1958 году любителями хоккея города Санок. Команда, получившая название «Клуб рабочих из Санока», проводила первые матчи на открытых хоккейных площадках с соперниками из окрестных населённых пунктов. В 1961 году команда получила профессиональный статус и заявилась в Третий польский дивизион по хоккею. В 2012 году команда под руководством Марека Зентары завоевала первое в своей истории чемпионство, а в следующем году, уже под руководством Штефана Микеша повторила своё достижение.

## Достижения клуба
- Чемпионат Польши по хоккею:
  - Победители (2) : 2012, 2013
  - Серебряный призёр (1) : 2014

- Кубок Польши по хоккею:
  - Обладатели (2)  : 2011, 2012
  - Финалист (3)  : 2012, 2013, 2014

## Известные игроки
- Войтек Вольски